# U-73 (tàu ngầm Đức) (1940)
U-73 là một tàu ngầm tấn công  Lớp Type VII thuộc phân lớp Type VIIB được Hải quân Đức Quốc Xã chế tạo trong Chiến tranh Thế giới thứ hai. Nhập biên chế năm 1940, nó đã thực hiện được tổng cộng mười lăm chuyến tuần tra, đánh chìm được tám tàu buôn tổng tải trọng 43.945 GRT và hai tàu chiến tổng tải trọng 22.947 tấn, đồng thời gây hư hại cho ba tàu buôn khác. Trong chuyến tuần tra cuối cùng trong Địa Trung Hải, U-73 bị các tàu khu trục Hoa Kỳ USS Woolsey và Trippe đánh chìm về phía Bắc Oran vào ngày 16 tháng 12, 1943.

## Thiết kế và chế tạo

### Thiết kế
Phân lớp VIIB của Tàu ngầm Type VII là một phiên bản VIIA được mở rộng. Chúng có trọng lượng choán nước 753 t (741 tấn Anh) khi nổi và 857 t (843 tấn Anh) khi lặn). Con tàu có chiều dài chung 66,50 m (218 ft 2 in), lớp vỏ trong chịu áp lực dài 48,80 m (160 ft 1 in), mạn tàu rộng 6,20 m (20 ft 4 in), chiều cao 9,50 m (31 ft 2 in) và mớn nước 4,74 m (15 ft 7 in).
Chúng trang bị hai động cơ diesel Germaniawerft F46 6-xy lanh 4 thì, tổng công suất 2.800–3.200 PS (2.100–2.400 kW; 2.800–3.200 bhp), dẫn động hai trục chân vịt đường kính 1,23 m (4,0 ft), cho phép đạt tốc độ tối đa 17,9 kn (33,2 km/h), và tầm hoạt động tối đa 8.700 nmi (16.100 km) khi đi tốc độ đường trường 10 kn (19 km/h). Khi đi ngầm dưới nước, chúng sử dụng hai động cơ/máy phát điện Brown, Boveri & Cie GG UB 720/8 tổng công suất 750 PS (550 kW; 740 shp). Tốc độ tối đa khi lặn là 8 kn (15 km/h), và tầm hoạt động 90 nmi (170 km) ở tốc độ 4 kn (7,4 km/h). Con tàu có khả năng lặn sâu đến 230 m (750 ft).
Vũ khí trang bị có năm ống phóng ngư lôi 53,3 cm (21 in), bao gồm bốn ống trước mũi và một ống phía đuôi, và mang theo tổng cộng 14 quả ngư lôi, hoặc tối đa 22 quả thủy lôi TMA, hoặc 33 quả TMB. Tàu ngầm Type VIIB bố trí một hải pháo 8,8 cm SK C/35 cùng một pháo phòng không 2 cm (0,79 in) trên boong tàu. U-73 là một trong số ít tàu ngầm U-boat trang bị hệ thống radar FuMO 61, bố trí bên mạn phải của tháp chỉ huy. Thủy thủ đoàn bao gồm 4 sĩ quan và 40-56 thủy thủ.

### Chế tạo
U-73 được đặt hàng vào ngày 2 tháng 6, 1938, và được đặt lườn tại xưởng tàu của hãng Vegesacker Werft tại Bremen-Vegesack vào ngày 5 tháng 11, 1939. Nó được hạ thủy vào ngày 27 tháng 7, 1940, và nhập biên chế cùng Hải quân Đức Quốc Xã vào ngày 30 tháng 9, 1940 dưới quyền chỉ huy của Hạm trưởng, Đại úy Hải quân Helmut Rosenbaum.

## Lịch sử hoạt động

### 1941

#### Chuyến tuần tra thứ nhất
U-73 xuất phát từ Heligoland vào ngày 8 tháng 2, 1941 cho chuyến tuần tra đầu tiên trong chiến tranh. Chiếc tàu ngầm đi vào Bắc Hải, rồi băng qua khe GIUK giữa các quần đảo Shetland và Faroe để tiến vào khu vực Đại Tây Dương giữa Scotland và Iceland. Vào ngày 24 tháng 2, nó tấn công tàu buôn Anh Waynegate vốn đã bị tách rời khỏi Đoàn tàu OB 288, đánh chìm mục tiêu ở vị trí về phía Nam Iceland. Nó kết thúc chuyến tuần tra và đi đến cảng Lorient bên bờ biển Đại Tây Dương của Pháp đã bị Đức Quốc Xã chiếm đóng, đến nơi vào ngày 2 tháng 3.

#### Chuyến tuần tra thứ hai
Khởi hành từ Lorient vào ngày 25 tháng 3 cho chuyến tuần tra thứ hai, U-73 tiếp tục hoạt động tại Khu vực tiếp cận phía Tây về phía Nam Iceland. Vào ngày 3 tháng 4, nó tấn công Đoàn tàu SC 26 ở vị trí về phía Tây Nam Reykjavik, Iceland, đánh chìm các tàu buôn Anh Alderpool, Westpool, British Viscount cùng tàu buôn Bỉ Indier. Sau đó vào ngày 20 tháng 4, chiếc tàu ngầm phóng hai quả ngư lôi đánh chìm tàu buôn Anh ở vị trí về phía Tây Nam Rockall; cùng bị mất là hai xuồng đổ bộ ML-1003 và M-1037 đang được Empire Endurance vận chuyển trên boong. Khi U-73 quay trở về căn cứ St. Nazaire, Pháp vào ngày 24 tháng 4, đây là chuyến tuần tra thành công nhất của nó với 31.003 GRT tải trọng tàu bè bị đánh chìm.

#### Chuyến tuần tra thứ ba, thứ tư và thứ năm
Trong ba chuyến tuần tra tiếp theo, xuất phát và kết thúc cùng tại St. Nazaire, Pháp, U-73 không đánh chìm được mục tiêu nào.  Vào ngày 26 tháng 5, nó được lệnh trợ giúp cho thiết giáp hạm Bismarck, vốn đã bị hư hại và đang đối đầu với các tàu khu trục Anh. Trong đêm 26 tháng 5, nó phát hiện Bismarck và tàu khu trục đối phương đang đối đầu, nhưng không thể tấn công do thời tiết bất lợi.

### 1942

#### Chuyến tuần tra thứ sáu
Khởi hành từ căn cứ St. Nazaire, Pháp vào ngày 4 tháng 1, 1942 cho chuyến tuần tra thứ sáu, U-73 được lệnh xâm nhập qua eo biển Gibraltar để đánh phá tàu bè Đồng Minh trong Địa Trung Hải. Nó vượt qua được hoạt động tuần tra dày đặc của đối phương tại vùng eo biển vào ngày 14 tháng 1, và Rosenbaum tự nhận đã tiêu diệt một tàu khu trục đối phương trong tháng 2, nhưng không thể xác nhận sau chiến tranh. U-73 đi đến cảng La Spezia, Ý, là căn cứ hoạt động cho suốt sáu chuyến tuần tra tiếp theo, vào ngày 12 tháng 2.

#### Chuyến tuần tra thứ bảy
Xuất phát từ La Spezia vào ngày 16 tháng 3, ngay trong chuyến tuần tra đầu tiên tại khu vực Địa Trung Hải, U-73 bị một máy bay ném bom Bristol Blenheim thuộc Liên đội 203 Không quân Hoàng gia Anh (RAF) tấn công ở vị trí khoảng 50 nmi (93 km) về phía Tây Bắc Derna, Libya vào ngày 22 tháng 3. Chiếc tàu ngầm bị hư hại đến mức không thể lặn, nên phải quay trở về La Spezia vào ngày 26 tháng 3. Công việc sửa chữa tại căn cứ La Spezia kéo dài mất bốn tháng.

#### Chuyến tuần tra thứ tám
U-73 khởi hành vào ngày 4 tháng 8 cho chuyến tuần tra thứ tám. Vào ngày 11 tháng 8, trong khi Hải quân Anh tiến hành Chiến dịch Pedestal nhằm tiếp tế cho căn cứ Malta đang bị phong tỏa, U-73 đã phóng bốn quả ngư lôi tấn công, đánh chìm tàu sân bay HMS Eagle. Nhờ thành tích này, Đại úy Hải quân Helmut Rosenbaum, hạm trưởng U-73, được tặng thưởng Huân chương Chữ thập Sắt Hiệp sĩ và được phái sang chỉ huy chi hạm đội U-boat tại Hắc Hải. U-73 kết thúc chuyến tuần tra và về đến La Spezia vào ngày 5 tháng 9.

#### Chuyến tuần tra thứ chín
Cùng với hạm trưởng mới, Trung úy Hải quân Horst Deckert, người có cha mẹ đang sinh sống tại Chicago, Hoa Kỳ, U-73 khởi hành vào ngày 20 tháng 10 cho chuyến tuần tra thứ chín. Khi phía Đồng Minh tiến hành Chiến dịch Torch nhằm đổ bộ lực lượng lên Bắc Phi, U-73 tìm cách tấn công các tàu chở quân vào ngày 7 tháng 11, nhưng bị các tàu hộ tống đối phương phản công bằng mìn sâu. Đến ngày 10 tháng 11, U-73 phóng một loạt bốn quả ngư lôi tấn công thiết giáp hạm HMS Rodney từ khoảng cách 3 mi (4,8 km), tất cả đều không trúng đích. Sau đó vào ngày 14 tháng 11, nó phóng một loạt ba quả ngư lôi tấn công một đoàn tàu vận tải Đồng Minh ngoài khơi Oran, Algeria, và một quả trúng đích đã gây hư hại cho chiếc tàu buôn Anh Lalande. U-73 kết thúc chuyến tuần tra và quay trở về La Spezia vào ngày 19 tháng 11.

#### Chuyến tuần tra thứ mười và mười một
Trong chuyến tuần tra thứ mười bắt đầu từ ngày 1 tháng 12, U-73 bị hư hại trong một cuộc không kích ngoài khơi Algiers vào ngày 5 tháng 12, nên phải quay trở về căn cứ vào ngày 8 tháng 12.
Trong chuyến tuần tra tiếp theo bắt đầu từ ngày 22 tháng 12, U-73 lại bị một máy bay ném bom Lockheed Hudson thuộc Liên đội 500 RAF tấn công vào ngày 27 tháng 12, nhưng nó chỉ bị hư hại nhẹ và đã bắn rơi chiếc Hudson đối phương. Đến ngày 1 tháng 1, 1943, chiếc tàu ngầm tấn công Đoàn tàu UGS 3 và đã đánh chìm tàu Liberty Hoa Kỳ SS Arthur Middleton ở vị trí 3 mi (4,8 km) ngoài khơi Oran; tuy nhiên U-73 bị hư hại khi Arthur Middleton nổ tung trước khi đắm. Sau khi quay trở về La Spezia vào ngày 13 tháng 1, 1943, chiếc tàu ngầm phải được sửa chữa cho đến tháng 6.

### 1943

#### Chuyến tuần tra thứ mười hai
Khởi hành từ căn cứ La Spezia vào ngày 12 tháng 6 cho chuyến tuần tra thứ mười hai, U-73 đi đến Bắc Phi để tấn công các đoàn tàu vận tải Đồng Minh đang tập trung chuẩn bị tiến hành Chiến dịch Husky nhằm đổ bộ lên Sicilia, Ý. Nó đã đánh chìm tàu chở hàng Anh Brinkburn ngoài khơi Oran vào ngày 21 tháng 6, rồi tiếp tục gây hư hại cho tàu chở dầu Hải quân Anh Abbeydale bảy ngày sau đó. Kết thúc chuyến tuần tra, chiếc tàu ngầm chuyển đến căn cứ mới tại Toulon, Pháp vào ngày 1 tháng 7.

#### Chuyến tuần tra thứ mười ba và mười bốn
Trong chuyến tuần tra thứ mười ba kéo dài từ ngày 2 đến ngày 29 tháng 8, U-73 hoạt động tại vùng biển Bắc Phi và phía Bắc đảo Sicilia, đi đến eo biển Messina giữa Sicilia và lục địa Ý vào ngày 19 tháng 8. Nó không đánh chìm được mục tiêu nào trong chuyến tuần tra này.
Trong chuyến tuần tra tiếp theo kéo dài từ ngày 5 đến ngày 30 tháng 10, U-73 quay lại tuần tra tại vùng biển Bắc Phi. Chẳng những không đánh chìm được mục tiêu nào, trên đường quay trở về căn cứ nó còn bị tàu ngầm Anh HMS Ultimatum tấn công ngay ngoài khơi cảng Toulon vào ngày 30 tháng 10, nhưng các quả ngư lôi đã không trúng đích.

#### Chuyến tuần tra thứ mười lăm - Bị mất
Xuất phát từ Toulon vào ngày 4 tháng 12 cho chuyến tuần tra thứ mười lăm tại Địa Trung Hải, U-73 phát hiện Đoàn tàu GUS-24 ngoài khơi Oran vào ngày 16 tháng 12, và đã phóng ngư lôi tấn công, gây hư hại cho chiếc tàu Liberty Hoa Kỳ SS John S. Copley (7.200 tấn). Trong khi chiếc tàu Liberty lết trở về cảng, các tàu khu trục Hoa Kỳ USS Woolsey, Trippe và USS Edison rời Mers-el-Kebir để truy tìm tàu U-boat đối phương. U-73 bị phát hiện qua sonar lúc 18 giờ 15 phút, trong khi máy dò âm của nó không nhận biết các tàu khu trục đối phương,  cho đến khi Woolsey thả mìn sâu tấn công ngay bên trên lúc 18 giờ 39 phút. Nước tràn vào tàu qua ống ngư lôi phía mũi và qua van làm mát động cơ diesel. Nước được bơm ra khỏi các thùng dằn vì tốc độ nước tràn vào vượt quá khả năng các máy bơm. U-73 trồi lên mặt biển trong bóng tối lúc 19 giờ 27 phút, và nhanh chóng bị đối phương phát hiện qua radar, và bị chiếu sáng bằng đèn pha. Sau cuộc chạm trán ngắn với các đối thủ, U-73 đắm phía đuôi tại tọa độ 36°7′B 0°50′T / 36,117°B 0,833°T. 34 thành viên thủy thủ đoàn U-73 sống sót được cứu vớt lúc 22 giờ 10 phút và bị bắt làm tù binh chiến tranh, nhưng mười sáu người khác đã tử trận. Bên phía Woolsey, ba thủy thủ bị thương bởi hỏa lực súng máy.

### "Bầy sói" tham gia
U-73 từng tham gia năm bầy sói
- West (19 tháng 5 – 6 tháng 6, 1941)
- Kurfürst (16 – 20 tháng 6, 1941)
- Grönland (12 – 27 tháng 8, 1941)
- Reissewolf (21 – 31 tháng 10, 1941)
- Wal (10 – 15 tháng 11, 1942)

### Tóm tắt chiến công
U-73 đã đánh chìm được tám tàu buôn tổng tải trọng 43.945 GRT và hai tàu chiến tổng tải trọng 22.947 tấn, đồng thời gây hư hại cho ba tàu buôn khác:
| Ngày              | Tên tàu          | Quốc tịch              | Tải trọng | Số phận      |
| ----------------- | ---------------- | ---------------------- | --------- | ------------ |
| 24 tháng 3, 1941  | Waynegate        | United Kingdom         | 4.260     | Bị đánh chìm |
| 3 tháng 4, 1941   | Alderpool        | United Kingdom         | 4.313     | Bị đánh chìm |
| 3 tháng 4, 1941   | British Viscount | United Kingdom         | 6.895     | Bị đánh chìm |
| 3 tháng 4, 1941   | Indier           | Belgium                | 5.409     | Bị đánh chìm |
| 3 tháng 4, 1941   | Westpool         | United Kingdom         | 5.724     | Bị đánh chìm |
| 20 tháng 4, 1941  | Empire Endurance | United Kingdom         | 8.570     | Bị đánh chìm |
| 20 tháng 4, 1941  | HMS ML 1003      | Hải quân Hoàng gia Anh | 46        | Bị đánh chìm |
| 20 tháng 4, 1941  | HMS ML 1037      | Hải quân Hoàng gia Anh | 46        | Bị đánh chìm |
| 11 tháng 8, 1942  | HMS Eagle        | Hải quân Hoàng gia Anh | 22.600    | Bị đánh chìm |
| 14 tháng 11, 1942 | Lalande          | United Kingdom         | 7.453     | Bị hư hại    |
| 1 tháng 1, 1943   | Arthur Middleton | United States          | 7.176     | Bị đánh chìm |
| 1 tháng 1, 1943   | USS LCT-21       | Hải quân Hoa Kỳ        | 255       | Bị đánh chìm |
| 21 tháng 6, 1943  | Brinkburn        | United Kingdom         | 1.598     | Bị đánh chìm |
| 27 tháng 6, 1943  | Abbeydale        | United Kingdom         | 8.299     | Bị hư hại    |
| 16 tháng 12, 1943 | John S. Copley   | United States          | 7.176     | Bị hư hại    |